# Albrecht Meydenbauer

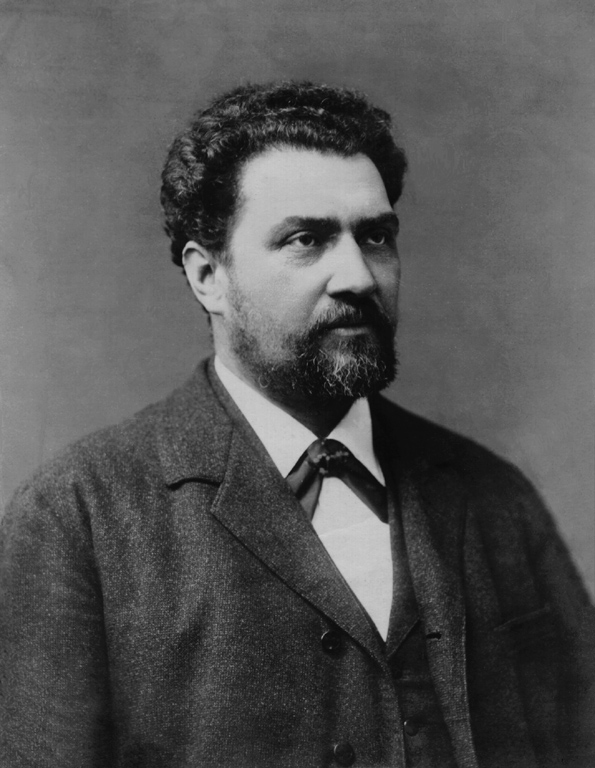
Albrecht Meydenbauer

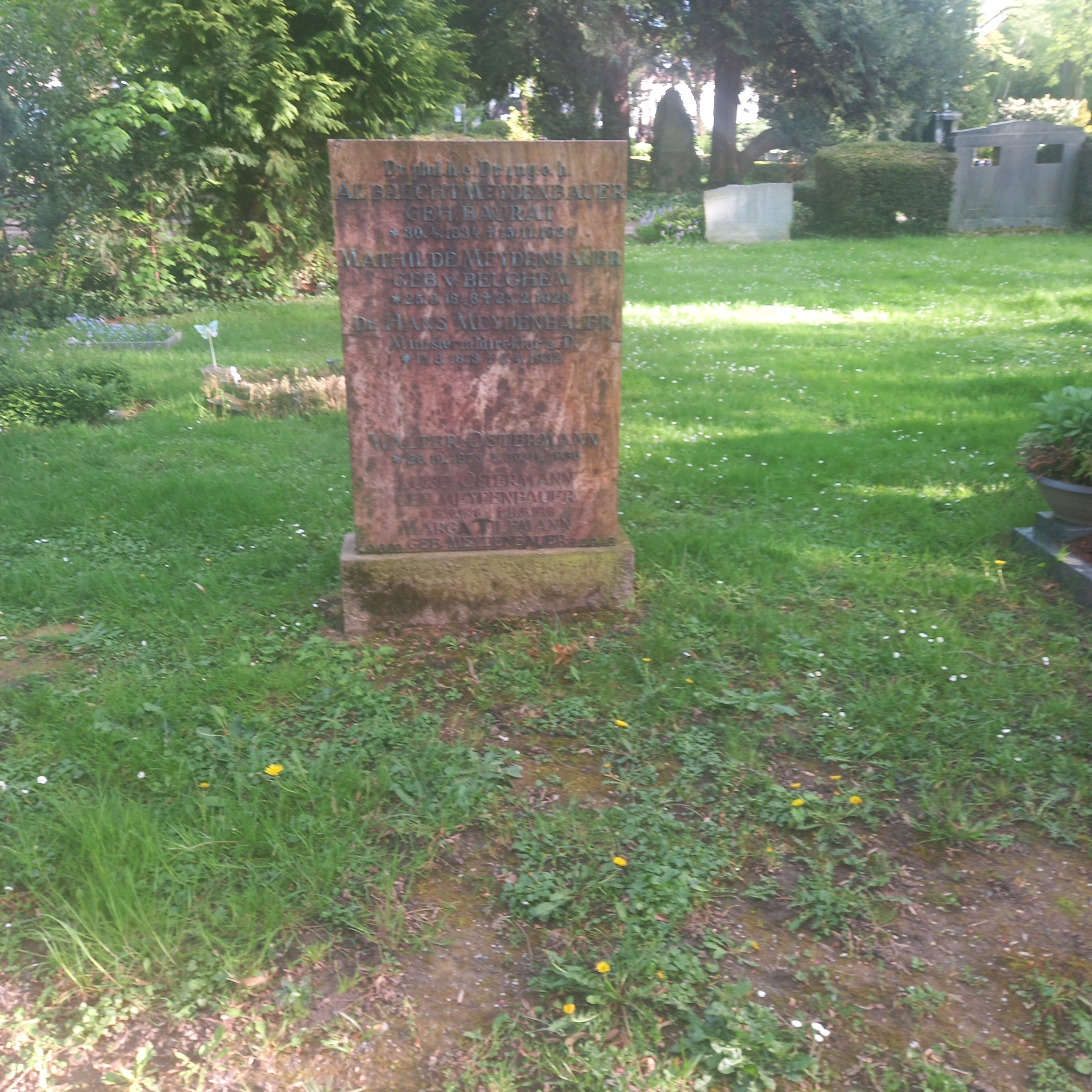
Das Grab von Albrecht Meydenbauer und seiner Ehefrau Mathilde, geborene von Beughem, im Familiengrab auf dem Rüngsdorfer Friedhof in Bonn

Albrecht Meydenbauer (* 30. April 1834 in Tholey; † 15. November 1921 in Godesberg) war ein deutscher Bauingenieur und neben Aimé Laussedat der Begründer der Photogrammetrie, insbesondere der Architektur-Photogrammetrie.

## Leben

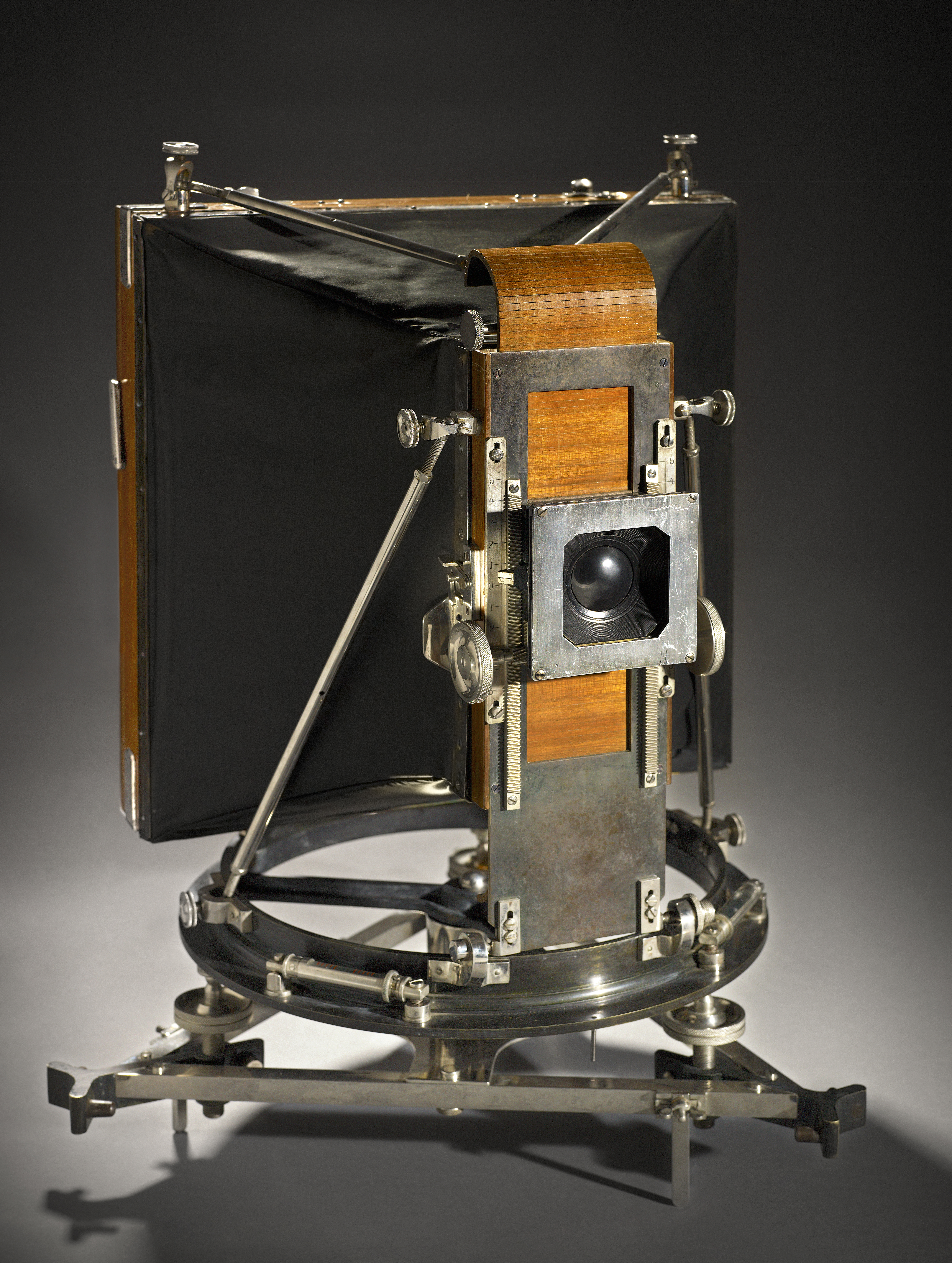
Messbildkamera von Albrecht Meydenbauer

Meydenbauer war der Sohn des Arztes Albrecht Meydenbauer (1796–1833) und seiner Ehefrau, der Handarbeitslehrerin Friederike, geb. Buttny (1808–1894). Er wuchs in Trier auf, besuchte dort das Realgymnasium und war als Baueleve tätig. Er studierte Bauingenieurwesen in Berlin, zunächst am Gewerbeinstitut (1854) und dann an der Bauakademie. Er arbeitete als Bauführer bei verschiedenen Eisenbahnprojekten.
Sein besonderes Interesse galt dennoch immer der denkmalpflegerischen Bauaufnahme, wo er versuchte, die Fotografie einzusetzen. Zusammen mit Hermann Wilhelm Vogel und Franz Stolze gründete er 1863 den „Photographischen Verein zu Berlin“. Auf der Fotographischen Ausstellung 1865 in Berlin stellte er erste Ergebnisse aus. Mit dem von dem Rathenower Optik-Industrieunternehmer Emil Busch, der 1865 sein erstes Weitwinkelobjektiv „Pantoscop“ herausbrachte, tauschte er sich über die technische Realisierung einer Messbildkamera aus, die dann mit diesem Objektiv 1867 auf den Markt kam. Im Sommer 1867 unternahm er damit den Versuch, das Städtchen Freyburg an der Unstrut (Kartenherstellung) sowie dessen spätromanische Stadtkirche St. Marien (Bauaufnahme) photogrammetrisch aufzunehmen, alles unter Aufsicht des Militärs und sehr erfolgreich. Im Juli 1870 bestand er das Baumeister-Examen.
Am Deutsch-Französischen Krieg 1870/71 nahm er als Obermaterialverwalter der Eisenbahn-Abteilung Nr. 1 unter Ernst Dircksen teil. Nachdem er mehrere Jahre bei den Planungsarbeiten zur Mosel-Eisenbahn (Koblenz-Trier) beschäftigt war, wirkte er von 1875 bis 1879 als Kreisbaumeister in Iserlohn und Meschede. Während seiner Tätigkeit in Meschede wertete Meydenbauer 1878 architektur-photogrammetrische Aufnahmen der Freitagsmoschee von Schiras aus, die sein Freund Franz Stolze ihm aus Persien zugesandt hatte. Von 1879 bis 1885 arbeitete er in Nachfolge von Carl Schäfer als Kreis-Bauinspektor und Universitätsarchitekt in Marburg/Lahn.
Seine Versuche, den preußischen Konservator der Kunstdenkmäler, Ferdinand von Quast, für die Anwendung der Photogrammetrie bei der Dokumentation der Kunstdenkmäler zu interessieren, waren nicht erfolgreich. Dagegen führte die Zusammenarbeit mit seinem Vorgesetzten in Kassel, dem Baurat Heinrich von Dehn-Rotfelser, zum Ziel. Als dieser 1878 nach Potsdam versetzt und 1882 zum preußischen Konservator der Kunstdenkmäler ernannt wurde, war der Weg zur Einführung der Photogrammetrie für Architektur und Denkmalpflege geebnet. Zum 1. April 1885 wurde Meydenbauer, gefördert durch Kultusminister Gustav von Goßler, als Regierungs- und Baurat in das preußische Kultusministerium nach Berlin berufen, um dort die Messbild-Anstalt aufzubauen. 1909 trat er in den Ruhestand, sein Nachfolger wurde Theodor von Lüpke.
Meydenbauer war verheiratet mit Mathilde von Beughem (1846–1929), der Tochter des Justizsenats-Präsidenten in Ehrenbreitstein Ludwig von Beughem. Mit ihr hatte er vier Kinder, die Söhne Hans (1873–1932; Rechtsanwalt am Kammergericht in Berlin), Albrecht und Fritz sowie die Tochter Luise (1879–1949).
Er wurde am 11. März 1882 in die Freimaurerloge Marc Aurel zum flammenden Stern in Marburg aufgenommen.

## Leistungen

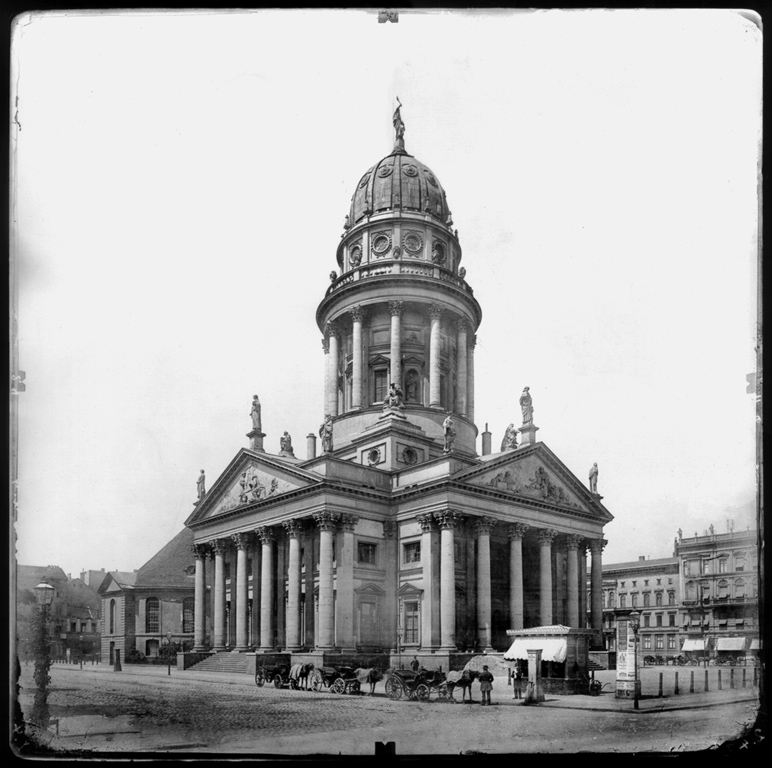
Aufnahme des Französischen Doms in Berlin aus dem Jahre 1882

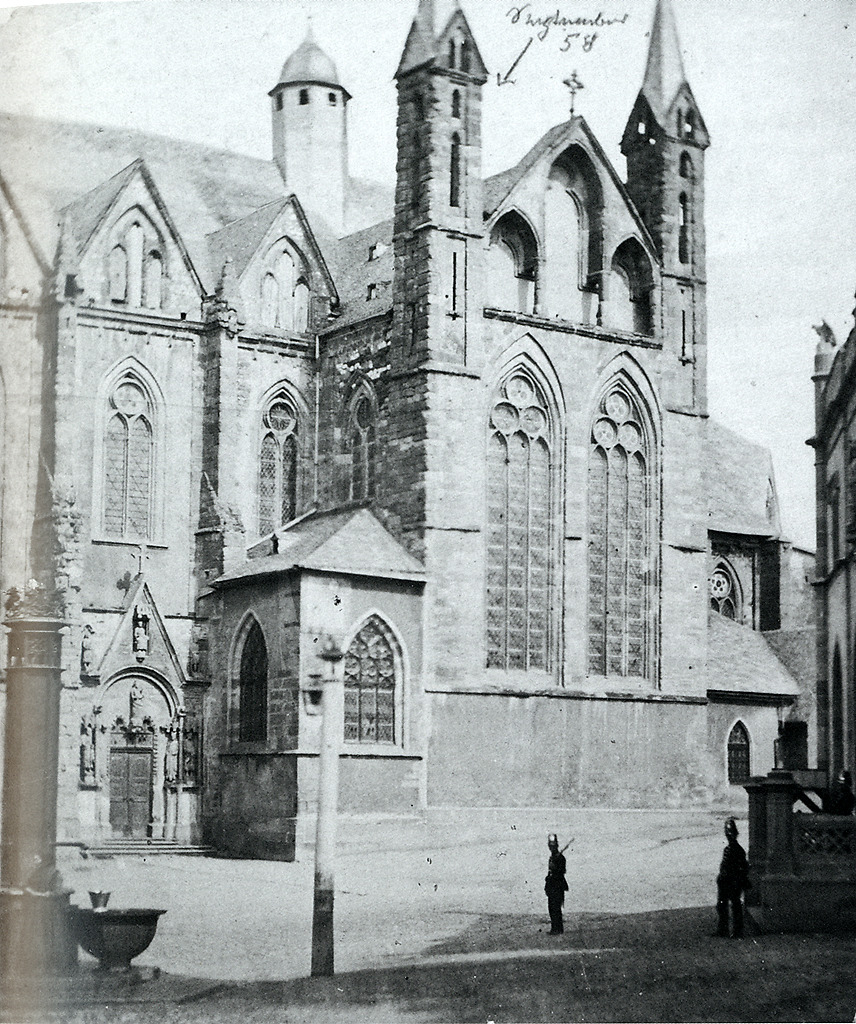
Eine Aufnahme des Wetzlarer Doms um das Jahr 1900 von Albrecht Meydenbauer. Auf der Aufnahme hat er mit einem Pfeil und der Beschriftung „September '58“ die Stelle markiert, an der er 1858 verunglückte. Der Unfall motivierte ihn zur Entwicklung der Photogrammetrie. Auf der Rückseite des Fotos steht „Wetzlar 1858 – Die Gefahr des Absturzes mit (Pfeil) bezeichnet. Veranlassung zur Erfindung der Meßbildkunst.“

Der Name Albrecht Meydenbauer ist mit der Photogrammetrie verbunden.
Nachdem Meydenbauer das Verfahren zunächst 1867 als „Photometrographie“ bezeichnet hatte, wurde der Name „Photogrammetrie“ erstmals am 6. Dezember 1867 als Titel des anonym veröffentlichten Beitrages Die Photogrammetrie im Wochenblatt des Architektenvereins zu Berlin (später Deutsche Bauzeitung) verwendet. Die Redaktion des Wochenblatts bemerkt hierzu: „Der Name Photogrammetrie ist entschieden besser gewählt als Photometrographie, obgleich auch noch nicht ganz bezeichnend und zufriedenstellend.“ Da Wilhelm Jordan für sich in Anspruch nahm, den Namen Photogrammetrie 1876 eingeführt zu haben, teilte die Redaktion der Deutschen Bauzeitung am 22. Juni 1892 unter Vermischtes mit, dass der 1867 veröffentlichte Beitrag von Albrecht Meydenbauer stammte.
In unermüdlichem Einsatz erreichte er 1885 die Gründung der Messbild-Anstalt für Denkmal-Aufnahmen, meist unter dem Namen Königlich Preussische Messbild-Anstalt bekannt, die nach dem Ersten Weltkrieg als Staatliche Bildstelle Berlin fortgeführt wurde. Diese selbständige Einrichtung im preußischen Kultusministerium war die erste photogrammetrisch arbeitende Dienststelle in der Welt. Sie hatte nahezu 50 Jahre ihren Sitz im ehemaligen Gebäude der Bauakademie am Schinkelplatz 6.
Meydenbauer schuf mit seiner Messbild-Anstalt ein Denkmäler-Archiv, das noch heute als das größte fotogrammetrische Kulturgüterarchiv angesprochen wird. Die internationale Konvention der UNESCO (Paris 1972) zum Schutz des natürlichen und kulturellen Erbes der Welt samt der zugehörigen Resolution der Generalkonferenz der UNESCO 1972 mit ihren Empfehlungen zur Einrichtung nationaler und internationaler Denkmalarchive greifen auf Überlegungen zurück, die Meydenbauer 100 Jahre zuvor bereits verwirklichte. Auch die Haager Konvention zum Schutz von Kulturgut bei bewaffneten Konflikten weist der Photogrammetrie die Aufgabe der Dokumentation zu. In die gleiche Richtung zeigen Beschlüsse, die das Deutsche Nationalkomitee zur Vorbereitung des Europäischen Denkmalschutzjahres 1975 fasste.
Jedoch nicht nur die photogrammetrische Bauaufnahme für denkmalpflegerische Dokumentationszwecke gehen auf Meydenbauer zurück. Auch der umfangreiche Einsatz der Photogrammetrie zum Zwecke der topographischen Geländeaufnahme für Eisenbahn-Projektierungsarbeiten zu Ende des 19. Jahrhunderts in der Donaumonarchie und in Russland dürften auf seinen Einfluss zurückzuführen sein. Meydenbauer stellte dem Baumeister R. Richard einen Artikel über Aufnahme von Terrains und Zeichnen der Pläne mit Hülfe der Photogrammetrie zur Verfügung, den dieser in seinem Kapitel über Vorarbeiten für Eisenbahnen im Handbuch der Ingenieurwissenschaften veröffentlichte.
Photogrammetrische Fragen hat Meydenbauer in zwei Werken 1892 und 1912 behandelt. Detailfragen veröffentlichte er in der Zeitschrift für Bauwesen, der Deutschen Bauzeitung, im Zentralblatt der Bauverwaltung  und in fotografischen Fachblättern.

## Ehrungen
Meydenbauer wurde von der Universität Marburg für seine Verdienste um „die Erfindung der Photogrammetrie und ihre Entwicklung zu einer Art Wissenschaft und durch ihre Einrichtung für die Praxis der Kunstsachverständigen einen einfachen Weg eröffnet hat Denkmäler genau zu erforschen, und es unternommen hat, dazu die Methode zu weisen“ der Titel eines Dr. phil. h. c. verliehen. Die Technische Hochschule Hannover ehrte ihn am 4. Dezember 1908 mit dem Titel eines Dr.-Ing. E. h. („Als Schöpfer des Meßbild-Verfahrens und als Förderer des Studiums der Architektur“). Er wurde 1881 Ehrenmitglied des Photographischen Vereins zu Berlin und 1886 dessen Ehrenpräsident.
Berlin-Spandau ehrte Pioniere auf den Gebieten Optik, Foto- und Filmtechnik und hat 1963 den Meydenbauerweg nach ihm benannt; sein Geburtsort Tholey folgte 1980 mit dem Meydenbauer Weg. Die Deutsche Gesellschaft für Photogrammetrie, Fernerkundung und Geoinformation stiftete 1984 die Albrecht-Meydenbauer-Medaille für hervorgegangene Leistungen auf dem Gebiet der Photogrammetrie.
In der Kirche St. Marien in Freyburg würdigte von 22. Juni bis zum 31. Oktober 2017 die Ausstellung „150 Jahre Photogrammetrie in Deutschland“ Meydenbauers Pioniertat in der Stadt im Jahr 1867, wo er auftragsgemäß zur Probe die ersten Aufnahmen tätigte.
| Jahr | Ehrung |
| ---- | --- |
| 1881 | Ernennung zum „Ehrenmitglied“ des Photographischen Vereins zu Berlin |
| 1885 | Ernennung zum Regierungs- und Baurat beim preussischen Kultus-Ministerium in Berlin |
| 1885 | Verleihung der „Ehren-Doktor-Würde“ (Dr. phil. h. c.) durch die Universität Marburg am 22. Juli |
| 1886 | Ernennung zum „Permanenten Ehrenpräsidenten“ des Photographischen Vereins zu Berlin |
| 1888 | Verleihung des „Roten Adler Orden IV. Klasse“ |
| 1888 | Verleihung der Grossen Vermeil „Maria-Theresia-Medaille“, gestiftet von der Frau Erzherzogin Maria Theresia (Gemahlin von Erzherzog Karl Ludwig von Österreich) auf der Internationale Ausstellung des Club der Amateurphotographen in Wien, zusammen mit den Prof. Mach/Prag, Riegler & Salcher in Fiume sowie Fotograf Scolik/Wien. |
| 1888 | Ernennung zum „ausserordentlichen Mitglied“ des Clubs der Amateur-Photographen in Wien |
| 1891 | Verleihung des Charakters „Geheimer Baurat“ |
| 1892 | Verleihung der „Kleinen goldenen Medaille für Wissenschaft“ auf der Akademischen Kunstausstellung in Berlin |
| 1895 | Ernennung zum „Vorsteher der Messbildanstalt für Denkmalaufnahmen“ |
| 1901 | Verleihung des „Roten Adler Ordens III. Klasse mit der Schleife“ |
| 1903 | Ernennung zum „Professor“ |
| 1903 | Verleihung des „Medjidischen Hausordens II. Klasse“ durch Sultan Abdul Hamid Chan, Herrscher des Osmanischen Reiches |
| 1904 | Auszeichnung der Messbild-Anstalt auf der Weltausstellung in St. Louis auf den Gebieten Unterrichtswesen und Photographie jeweils mit einem „Großen Preis“. |
| 1904 | Verleihung des „Königlichen Kronenordens zweiter Klasse“ |
| 1908 | Verleihung ihres neunten „Dr.-Ing. E.h.“ durch die Königl. TH Hannover |
| 1909 | „Ehrenpreis für Photogrammetrie“ auf der Internationalen Photographischen Ausstellung zu Dresden 1909 |
| 1909 | Verleihung des „Roten Adlerordens II. Klasse mit Eichenlaub“ |
| 1914 | Verleihung der „Königlichen Krone zum Roten Adlerorden II. Klasse mit Eichenlaub“ |
| 1963 | Berlin-Spandau benennt eine Straße „Meydenbauerweg“. |
| 1980 | Die Stadt Tholey gibt einer Straße den Namen „Meydenbauer Weg“. |
| 1984 | Enthüllung einer Gedenktafel an Meydenbauers Geburtshaus in Tholey aus Anlass seines 150. Geburtstags |
| 1985 | Die Deutsche Gesellschaft für Photogrammetrie und Fernerkundung (DGPF) stiftet die „Meydenbauer-Medaille“ für besondere Leistungen auf dem Gebiet der Photogrammetrie und Fernerkundung. |

## Schriften (Auswahl)
- Das photographische Aufnehmen zu wissenschaftlichen Zwecken, insbesondere das Messbild-Verfahren. Erster Band: Die photographischen Grundlagen und das Messbild-Verfahren mit kleinen Instrumenten. Untes Verlags-Anstalt, Berlin 1892.
- Ein deutsches Denkmäler-Archiv (Monumenta Germaniae). In: Deutsche Bauzeitung 28. Jg., Nr. 102/103, 1894, S. 629–631 (Digitalisat).
- «Das Denkmäler-Archiv» und seine Herstellung durch das Messbild-Verfahren. Denkschrift bei Gelegenheit der Ausstellung von Messbild-Aufnahmen und Zeichnungen auf der unter Protektorat Ihrer Majestät der Kaiserin und Königin Friedrich im Sommer 1896 im neuen Reichstagsgebäude. Messbild-Anstalt, Berlin 1896 (Digitalisat).
- Ein Deutsches Denkmäler-Archiv. Ein Abschlusswort zum zwanzigjährigen Bestehen der Königlichen Messbild-Anstalt in Berlin. Messbild-Anstalt, Berlin 1905.
- Handbuch der Messbild-Kunst in Anwendung auf Baudenkmäler- und Reise-Aufnahmen. Wilhelm Knapp, Halle/Saale 1912.